# خرون‌ترپ
گریانجروب (به هلندی: Greonterp) یک منطقهٔ مسکونی در هلند است که در سودوست-فریسلان واقع شده‌است. گریانجروب ۸۵ نفر جمعیت دارد.